# Ловушка (фильм, 2007, Сербия)
«Ловушка» (серб. Klopka) — кинофильм режиссёра Срджана Голубовича, вышедший на экраны в 2007 году.

## Сюжет
Младен (Небойша Глоговац) работает в небогатой государственной строительной организации, его жена Мария (Наташа Нинкович) — учительница в школе. Однажды они узнают, что у их сына Неманьи (Марко Джурович) больное сердце. Единственный шанс — операция в Германии, однако для этого нужно 26 тысяч евро. Семья не может достать такие деньги: знакомые и друзья тоже отнюдь не богаты, а кредит в банке нищим не дают. Последняя возможность — дать объявление в газету с просьбой переводить добровольные пожертвования, однако надежды на такой вариант не много. Как-то вечером Младену позвонил неизвестный мужчина (Мики Манойлович) и предложил встретиться. При встрече он сообщил, что даст 30 тысяч на больного ребенка, если Младен убьет одного человека. Неманье становится все хуже, и Младен решается пойти на этот отчаянный шаг.

## В ролях
| Актёр            | Роль          |
| ---------------- | ------------- |
| Небойша Глоговац | Младен        |
| Наташа Нинкович  | Мария         |
| Аница Добра      | Елена         |
| Мики Манойлович  | Коста Антич   |
| Марко Джурович   | Неманья       |
| Деян Чукич       | Петар Ивкович |
| Богдан Диклич    | доктор Лукич  |
| Младен Нелевич   | Марко         |
| Борис Исакович   | Мома          |
| Вук Костич       | брат Петара   |

## Награды и номинации

### Награды
- 2007 — Гран-при Софийского кинофестиваля (Срдан Голубович)
- 2007 — приз ФИПРЕССИ за лучший фильм на фестивале Wiesbaden goEast (Срдан Голубович)
- 2008 — приз за лучшую режиссуру на кинофестивале Cinequest в Сан-Хосе (Срдан Голубович)
- 2008 — два приза Миланского кинофестиваля: лучшая режиссура (Срдан Голубович), лучший актер (Небойша Глоговач)
- 2008 — награда зрителей за лучший фильм на кинофестивале в Триесте (Срдан Голубович)

### Другие фестивали
- Фильм участвовал во внеконкурсной программе Берлинского кинофестиваля 2007 года
- Фильм был выдвинут от Сербии на премию «Оскар» 2008 года и попал в шорт-лист из девяти картин, однако в итоге не вошёл в финальную пятёрку.